# 台新國際商業銀行
台新國際商業銀行（英語：Taishin International Bank），簡稱「台新銀行」、「台新銀」、「Taishin Bank」、「TSIB」，是臺灣的大型商業銀行之一，現為台新新光金控旗下全資擁有的子公司，全臺灣目前共有101家分行，於海外地區設有行銷辦事處。

## 沿革

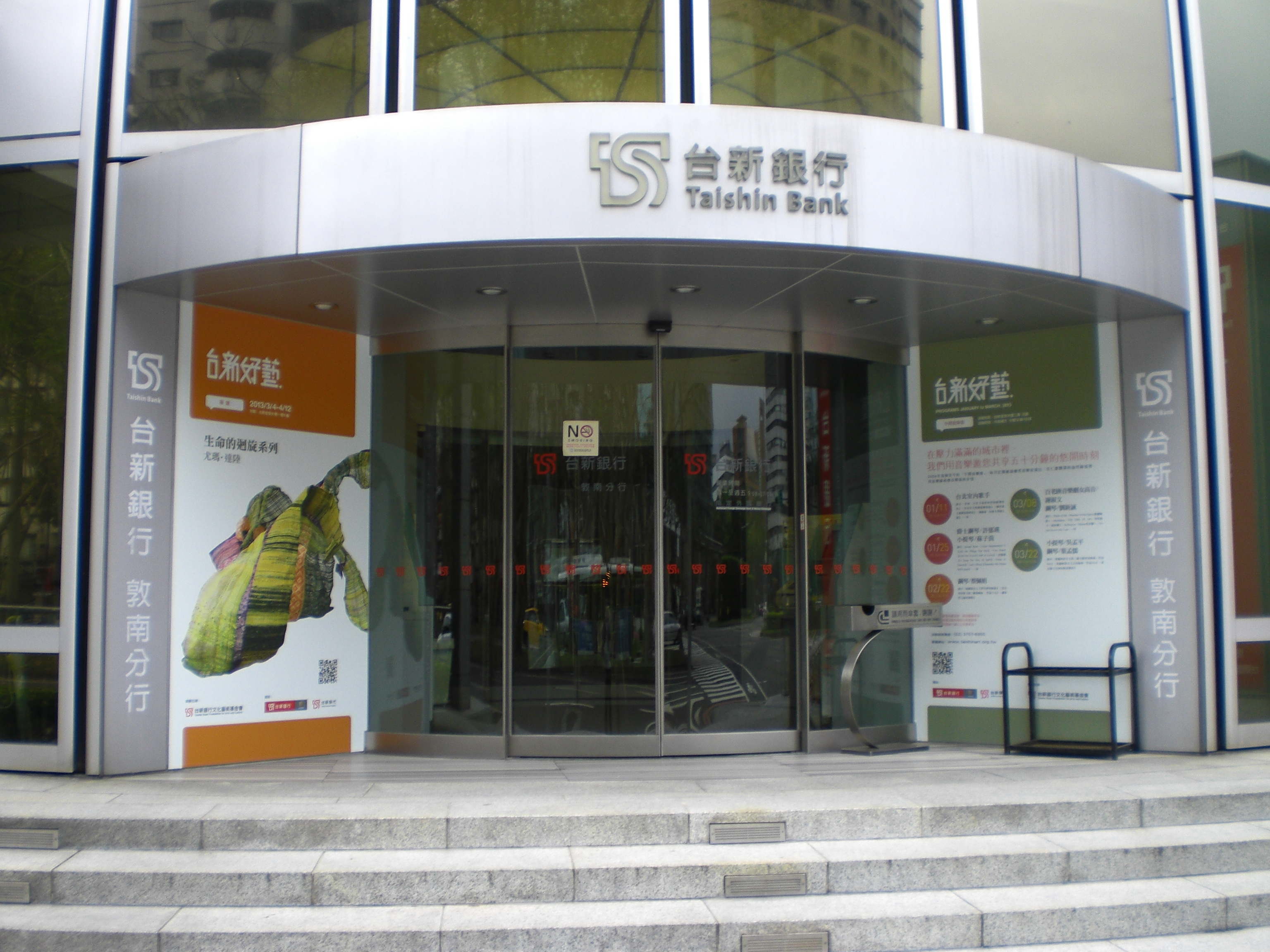
臺北敦南分行

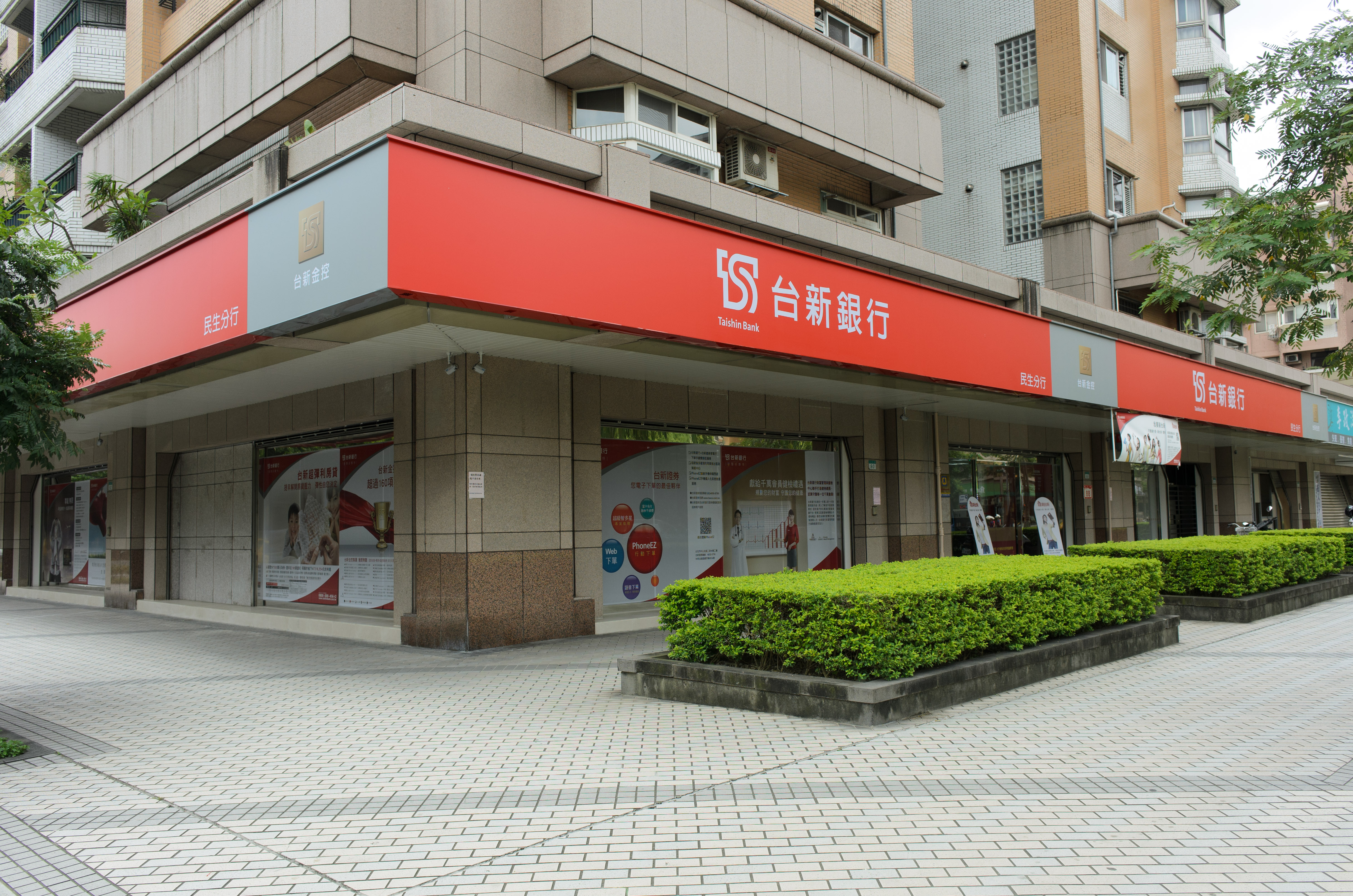
臺北民生東路分行

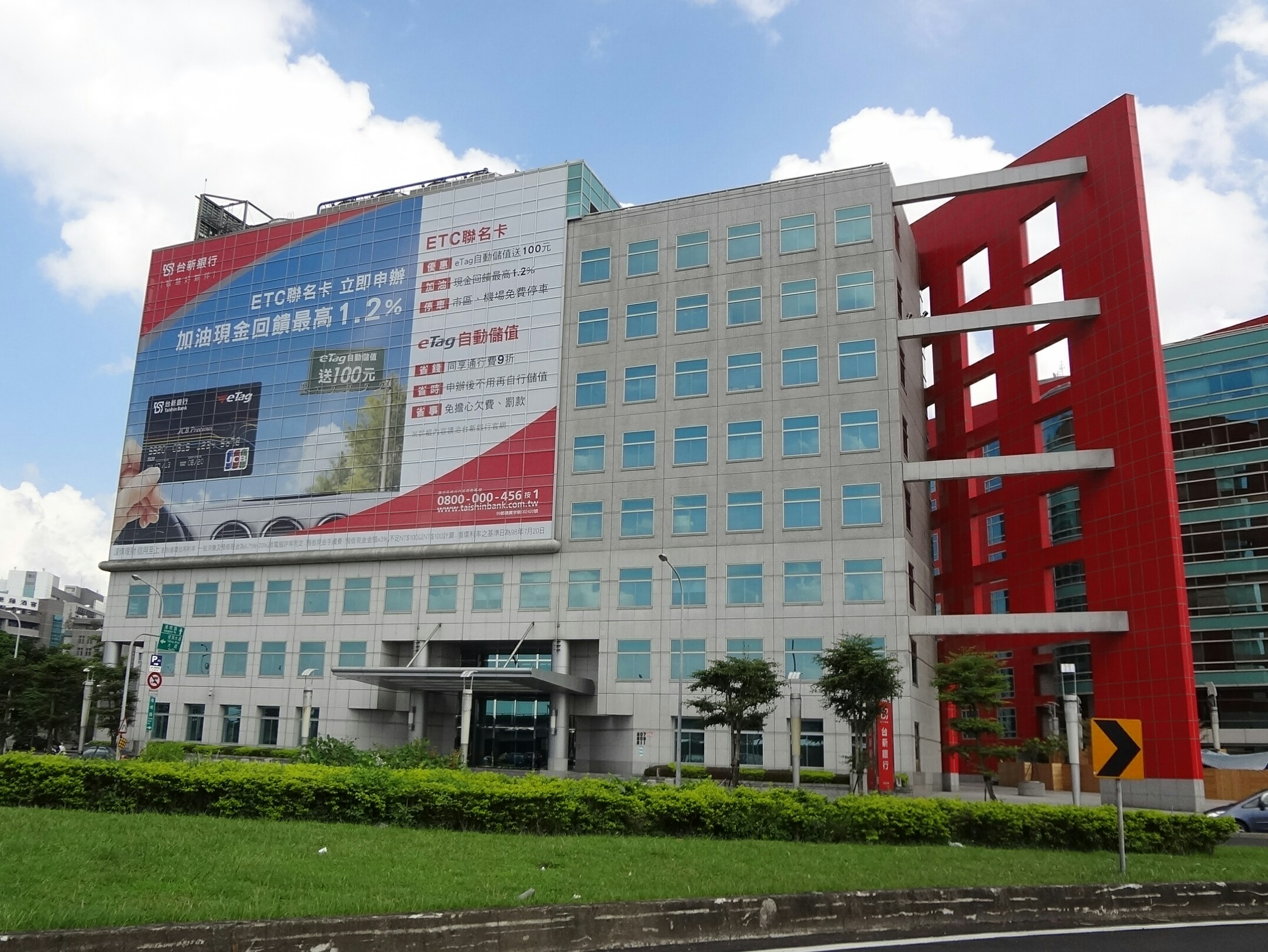
臺北內湖大樓

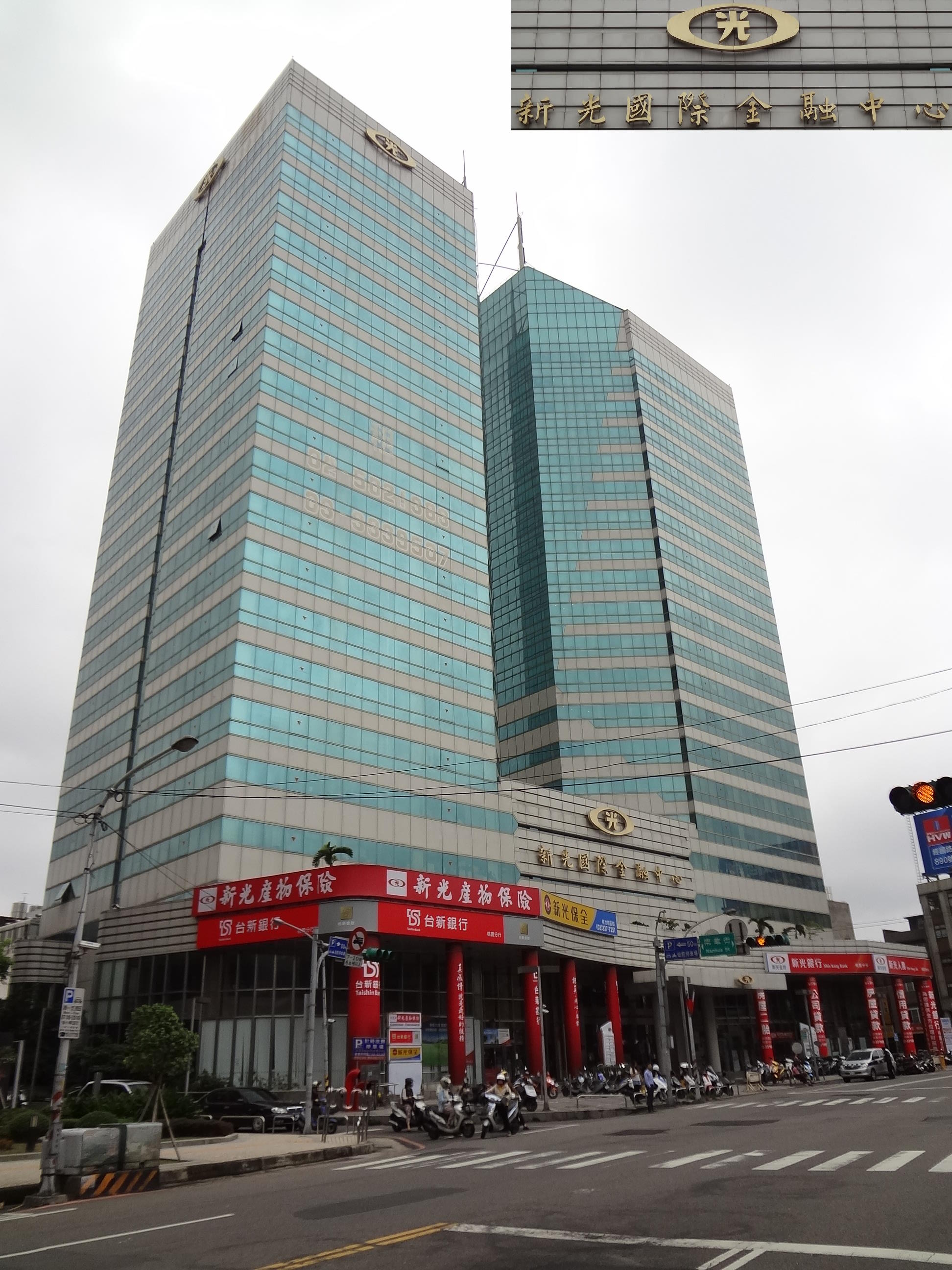
桃園分行

1990年中華民國財政部開放民間設立銀行，吳東亮遂邀集摯友及企業界賢達共同發起創設台新銀行，並於1992年3月23日正式開業。創行初期資本額為新臺幣100億元，主要股東包括新光紡織、新光合成纖維、味全、味王、三信商事、東元電機及九如實業。
1995年台新銀行於股票上櫃，1998年10月股票上市。同年，該行以新臺幣6.37億元併購台南市第一信用合作社，進一步擴張營運版圖。2000年，台新銀行開辦網路銀行服務。隔年5月，成立「台新銀行文化藝術基金會」，以支持藝術文化發展。
2002年2月18日，台新銀行與大安商業銀行透過股份轉換方式，共同成立「台新金融控股公司」。數月後的5月28日，台新金控正式成立，並完成與大安銀行之整併，台新銀行為存續銀行。
隨後幾年間，台新銀行積極布局海外市場與本地擴張。2003年6月25日，香港分行開業。2004年10月18日，以新臺幣14億元併購新竹市第十信用合作社，使其成為臺灣第12家國內分行數突破百家的銀行。2005年1月，越南胡志明市辦事處獲准設立。
2009年10月27日，台新銀行以新臺幣40.98億元標得慶豐商業銀行的信用卡業務，並於2010年3月6日完成轉受，使其信用卡市占率由全臺第六躍升至第三位，僅次於中國信託與國泰世華銀行。同年6月1日，成立「台新銀行公益慈善基金會」，推動社會關懷與企業責任。
2014年6月24日，新加坡分行開業，台新銀行進一步擴展至東南亞市場。同年10月17日，獲准開辦「網路交易代收代付服務暨儲值支付」服務；次年則推出「電子錢包支付」功能。
2016年1月21日，緬甸仰光辦事處開業。同年4月，推出數位金融品牌「Richart」，以創新使用者體驗獲得國際肯定。10月，獲准開辦「Apple Pay」行動支付服務；同月27日，日本東京分行開業。2017年7月31日，澳洲布里斯本分行隨後啟用。
2020年8月5日，台新銀行推出「Richart Life」，成為臺灣首家建立生活金融生態圈的銀行。同年4月20日，中國大陸上海辦事處獲准開業。，持續拓展兩岸業務。2021年6月28日，泰國曼谷辦事處開業，並於11月26日同步啟用馬來西亞納閩分行與吉隆坡行銷服務處，進一步鞏固其在東南亞地區的營運據點。
2024年8月22日，台新銀行母公司台新金控與新光金控，決議通過以股份轉換方式進行合併，由台新金控作為存續公司，並於合併後更名為「台新新光金融控股股份有限公司」。合併案於2025年7月24日正式生效，新光金控終止法人資格，正式走入歷史。合併後新公司架構陸續進行事業體整併作業。其中臺灣新光商業銀行預計於2026年6月22日併入台新銀行。

## 外部連結
- 台新銀行 （页面存档备份，存于）（繁體中文）
- Richart官網（页面存档备份，存于）（繁體中文）
- 台新銀行文化藝術基金會 （页面存档备份，存于）（繁體中文）
- 台新銀行公益慈善基金會 （页面存档备份，存于）（繁體中文）